# Agathe de Rambaud
 (avril 2009).
Si vous disposez d'ouvrages ou d'articles de référence ou si vous connaissez des sites web de qualité traitant du thème abordé ici, merci de compléter l'article en donnant les références utiles à sa vérifiabilité et en les liant à la section « Notes et références ».
Agathe de Rambaud, née Agathe Mottet est connue sous le nom de Madame de Rambaud, car épouse, puis veuve d'André de Rambaud. Née à Versailles, elle a été baptisée Agathe Rosalie Mottet dans l'église Saint-Louis de Versailles le 10 décembre 1764. Elle est morte à Aramon, dans le Gard, le 19 octobre 1853 et a été enterrée au cimetière Saint-Véran, à Avignon.
Elle a été femme de chambre de la Maison des Enfants du Roi, présentée comme étant « berceuse des enfants de France », et « attachée à la personne du dauphin » de 1785 à 1792.

## Avant la Révolution
Agathe Mottet est la fille de Louis Melchior Mottet, commissaire général responsable des colonies, et de Jeanne Agathe Le Proux de La Rivière, fille d'un premier commissaire de la Marine. Son père est le fils du baron[réf. nécessaire] Claude Nicolas Louis Mottet de La Motte, seigneur de la Motte, officier dans la vénerie du roi, baron fieffé de l'abbaye Saint-Corneille[réf. nécessaire] ; elle est la nièce du baron[réf. nécessaire] Benoît Mottet de La Fontaine, commissaire-ordonnateur des établissements français de l'Inde, gouverneur de Pondichéry.
On donne quelquefois à Agathe de Rambaud le titre de courtoisie de comtesse de Ribécourt.
Agathe Mottet épouse Benoît-Thérèse de Rambaud, capitaine d'infanterie, chevalier de l'Ordre de Saint-Louis, issu d'une vieille famille bourgeoise de Provence, le 7 mars 1785, à Versailles, en l’église Saint-Louis. Agathe Mottet devient, par son mariage, la belle-sœur de Georges-René Pléville Le Pelley, capitaine des vaisseaux du roi, futur amiral et ministre de la Marine et des Colonies sous le Directoire.
Agathe de Rambaud est désignée pour être la berceuse du duc de Normandie, né en 1785, qui devient le dauphin à la mort de son frère aîné Louis de France (1781-1789). Alain Decaux écrit : « Madame de Rambaud a été placée auprès du Dauphin depuis le jour de sa naissance jusqu'au 10 août 1792, soit pendant sept ans. Durant ces sept ans, elle ne l'a pas quitté, elle l’a bercé, elle l’a soigné, elle l’a vêtu, elle l’a consolé, elle l’a grondé. Dix fois, cent fois plus que Marie-Antoinette, elle a été pour lui, une véritable Mère. »

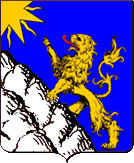
Blason des Rambaud.

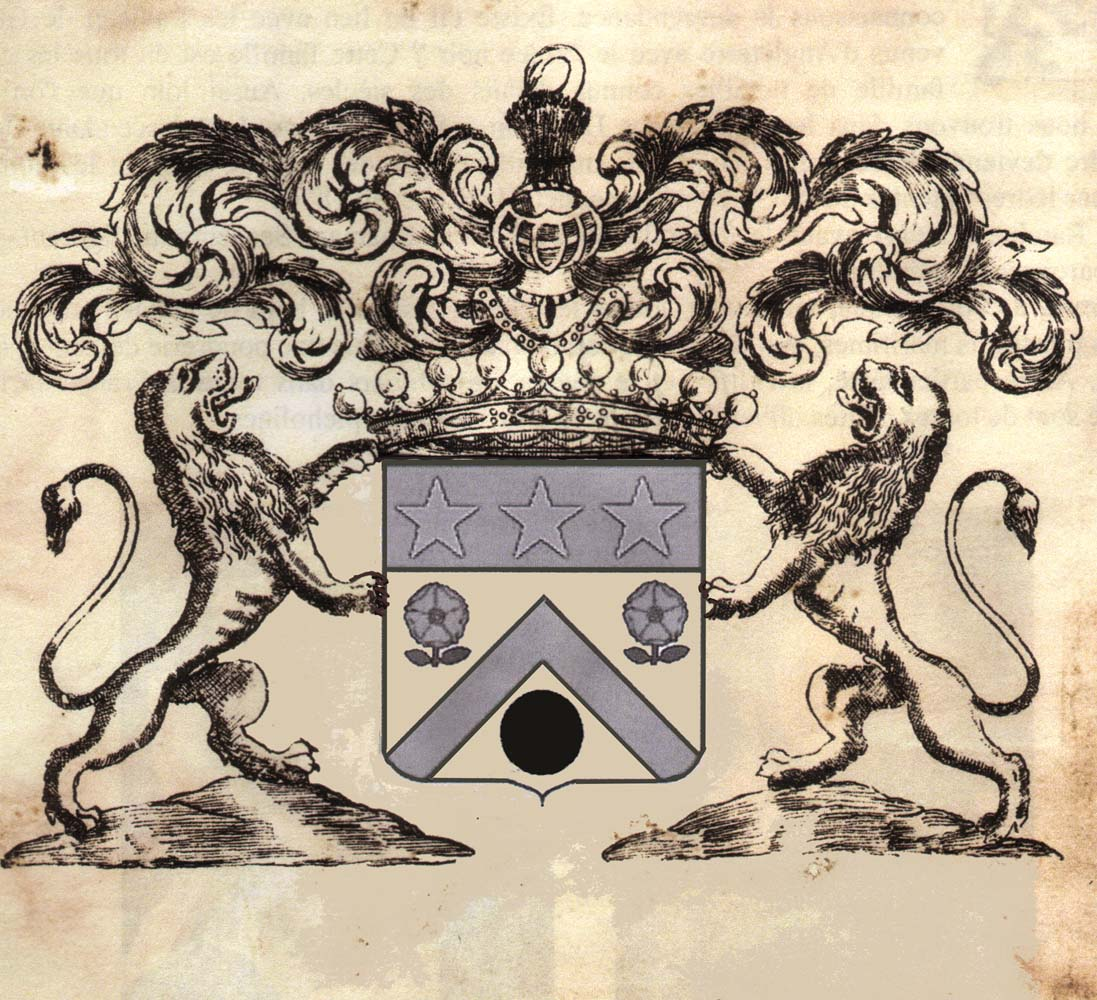
Blason de la Famille Mottet.

Auguste de Rambaud, son premier enfant, naît le 11 janvier 1786. Quand naît Madeleine Célinie de Rambaud, le 29 juillet 1787 à Versailles, son père a été nommé commandant de trois forts et gouverneur du royaume de Galam, pour la compagnie du Sénégal. Il est tué en 1789 au fort Saint-Joseph de Galam, situé à cinq cents kilomètres des côtes du Sénégal. Agathe est veuve à l'âge de 25 ans à peine et perd aussi sa fille. Elle ne se remarie pas.

## De la Révolution à l'Empire

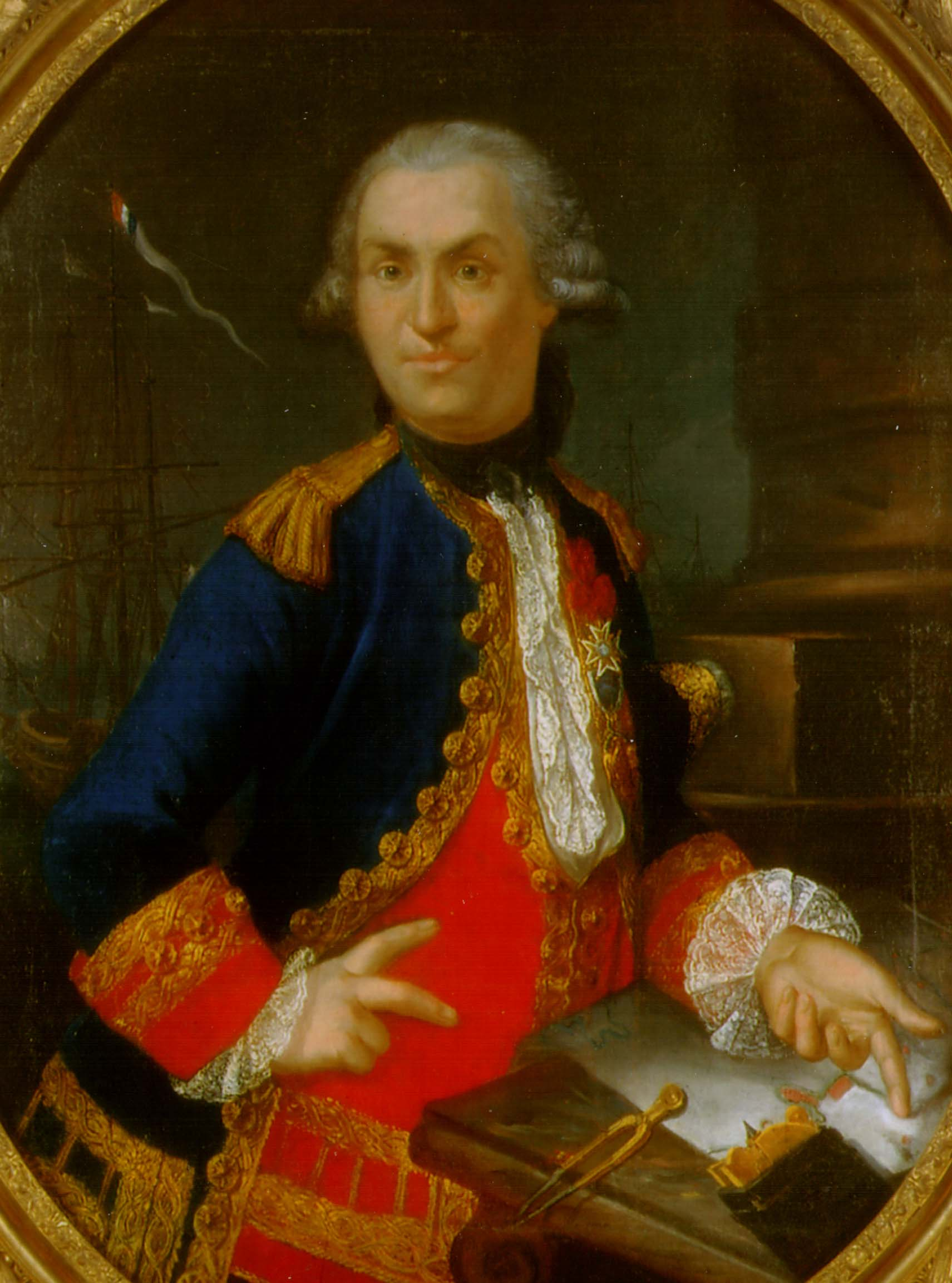
Son beau-frère, le ministre Georges-René Pléville Le Pelley, peint à Versailles, au moment de la naissance de son fils, dont il est le parrain.

Lors de la journée du 10 août 1792, elle fuit le palais des Tuileries avec Jean-Baptiste Cléry. Dès les premiers jours de l'emprisonnement de la famille royale, Agathe de Rambaud demande en vain à servir le dauphin, Louis-Charles, et ses parents à la prison de la Tour du Temple.
Agathe de Rambaud n'émigre pas ; elle doit se cacher du fait de ses anciennes fonctions, comme le font également certains de ses parents. Après la chute de Robespierre, la plupart de ses proches, épris d'idées nouvelles et francs-maçons, servent avec zèle le Directoire, le Consulat et le Premier Empire.
Elle est la proche parente de plusieurs ministres, du maire de Toulouse, le savant Philippe-Isidore Picot de Lapeyrouse, et de généraux.

## La Restauration
Auguste, son fils, donne sa démission de ses fonctions dans l'administration bonapartiste et rejoint les troupes alliées, puis le roi, à Compiègne le 29 mars 1814. La famille se rallie au nouveau régime. Toutefois, Agathe ne touche qu'une pension de 1 000 francs du roi, à partir du 6 septembre 1815, en tant qu’ancienne attachée à la personne du dauphin. Son fils, Auguste, commissaire des guerres à Gand, est mis en demi-solde. Quand Louis XVIII meurt, Agathe de Rambaud est reçue à la Cour plus régulièrement.
Agathe de Rambaud fréquente la bonne société parisienne, aussi bien les amis du duc Sosthènes de La Rochefoucauld, qui écrira « Madame de Rambaud fut une femme fort honnête », que ceux du comte Charles d'Hozier, ou bien encore de Philippe Louis Marc Antoine de Noailles, prince de Poix.

## La monarchie de Juillet
Les Trois Glorieuses n'ont aucune conséquence sur la vie d'Agathe de Rambaud. Elle semble être l’une des rares pensionnaires de l'ancienne liste civile considérée comme digne de recevoir, en tant qu'ancienne femme de chambre du dauphin, fils de Louis XVI, une pension de 1 000 francs. Sa belle-fille, Françoise Gaudelet d'Armenonville, se voit attribuer par le nouveau roi une pension de 600 francs, comme enfant d’anciens serviteurs de la Maison des enfants du roi. 
Son fils, d'abord commissaire des guerres, puis demi-solde, ayant constaté à Vendôme que son avenir dans l'armée était inexistant, avait préféré partir aux Indes, puis au Mexique, où il meurt en 1834.
C'est à cette époque qu'un homme prétendant être Louis XVII surgit dans sa vie. Pendant plus d'une année, ce Charles-Guillaume Naundorff va vivre chez elle[réf. nécessaire]. Elle va le questionner et évoquer de vieux souvenirs, constater également des marques sur son corps identiques à celles qu'elle avait notées à la demande de Marie-Antoinette sur le corps du dauphin[réf. nécessaire]. 
Agathe de Rambaud mènera presque jusqu'à sa mort un long combat pour défendre vigoureusement les droits de celui qu'elle ne considère pas comme un imposteur. Son appartement est perquisitionné par des policiers qui saisissent, outre des documents appartenant à Naundorff, des archives familiales et même des cadeaux de la famille royale à Agathe de Rambaud. Sa cousine germaine, femme d'Henry II Russell, rencontre à Londres la duchesse de Berry et Arthur Wellesley de Wellington dans son château familial, voisin du sien, et leur demande d'aider le duc de Normandie. Mais ces derniers refusent, alors qu'ils aideront l'un de ses parents à devenir officier de l'armée des Indes.

## La fin de sa vie

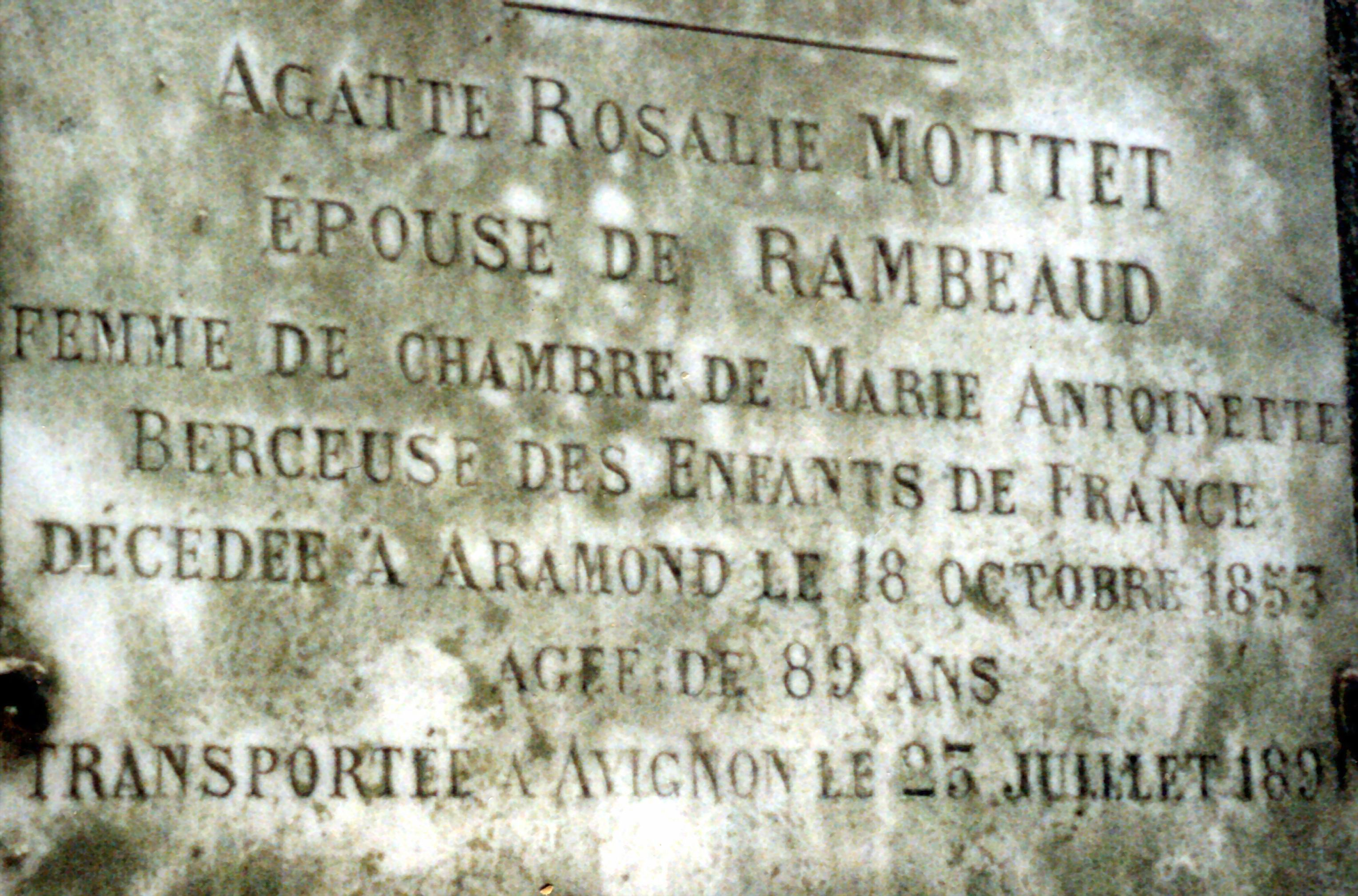
Plaque sur le caveau familial au cimetière Saint-Véran (Avignon).

Pendant des années, elle entretient une correspondance avec Charles qu'elle persiste à appeler son prince, lui demandant d'abandonner ses projets de nouvelle religion, à la limite du sectarisme, et de se méfier des illuminés qui l'entourent et détournent de lui les personnes qui croient qu'il est le fils de Louis XVI. Malgré son âge, elle fait plusieurs fois le voyage à Londres où Naundorff s'est installé.  
Agathe de Rambaud vit depuis des années chez le mari de sa petite-fille, rue Banasterie, à Avignon, au pied du Palais des Papes. Elle meurt à l'âge de 88 ans le 19 octobre 1853 à Aramon. Elle est enterrée dans un premier temps à Aramon, puis elle rejoint le nouveau caveau familial au cimetière Saint-Véran (Avignon).

### Sources et documents
- Otto Friedrichs, Correspondance intime et inédite de Louis XVII, Charles-Louis, duc de Normandie "Naundorff" avec sa famille : 1834-1838 / avec introduction, notes et éclaircissements historiques en partie tirés des archives secrètes de Berlin par Otto Friedrichs, préface par Jules Bois. Paris : H. Dargon, 1904-1905, 2 vol., ill.
- Jean-Baptiste Cléry, Journal de ce qui s'est passé à la tour du Temple pendant la captivité de Louis XVI, Londres, 1798.

### Études
- Alain Decaux, Louis XVII retrouvé, Perrin, 1947
- Georges Bordonove, Louis XVII et l'énigme du Temple, 1995
- Philippe Delorme, L'Affaire Louis XVII, Tallandier 1995
- Philippe Delorme, Louis XVII, La vérité, édition Pygmalion
- Guy de Rambaud, Pour l'amour du Dauphin : Madame Agathe de Rambaud (Versailles, 10 décembre 1764-Aramon, 18 octobre 1853, Parçay-sur-Vienne, Anovi, coll. « Vitae », 2005, 349 p. (ISBN 978-2-914-81802-5, OCLC 469910274)

## Filmographie
- 14 août 1957 : Un nommé Charles Naundorf, Énigmes de l'histoire, réalisateur : Stellio Lorenzi, auteurs : Stellio Lorenzi, Alain Decaux et André Castelot, avec Berthe Bovy dans le rôle d'Agathe de Rambaud (La télévision dans la République, les années 1950, de Marie-Françoise Lévy, Evelyne Cohen, p. 210.).